# Finse Democratische Republiek
De Finse Democratische Republiek (Fins: Suomen kansanvaltainen tasavalta of Suomen kansantasavalta, Zweeds: Demokratiska Republiken Finland) was een kortstondige Finse regering (1939-1940) die afhankelijk was van en enkel erkend werd door de Sovjet-Unie. Het werd in naam gebruikt in de delen van Fins Karelië die door de Sovjet-Unie tijdens de Winteroorlog bezet waren. Het regime stond ook bekend onder de informele naam Terijoki-regering (Fins: Terijoen hallitus, Zweeds: Terijokiregeringen) omdat Terijoki de eerste Finse plaats was die veroverd werd door het Rode Leger van de Sovjets. De regering wordt in de Finse historiografie soms de Kuusinen-regering (Fins: Kuusisen hallitus) genoemd, naar Otto Kuusinen. Officieel had de regering de naam Finse Volksregering (Fins: Suomen kansanhallitus).
De Sovjet-Unie vond dat het de enige rechtmatige regering voor heel Finland was die capabel was om de Winteroorlog te beëindigen en de vrede te herstellen. De Sovjets gaven deze interpretatie echter op door vrede te sluiten met de regering van de Republiek Finland.